# Jerzy Gross

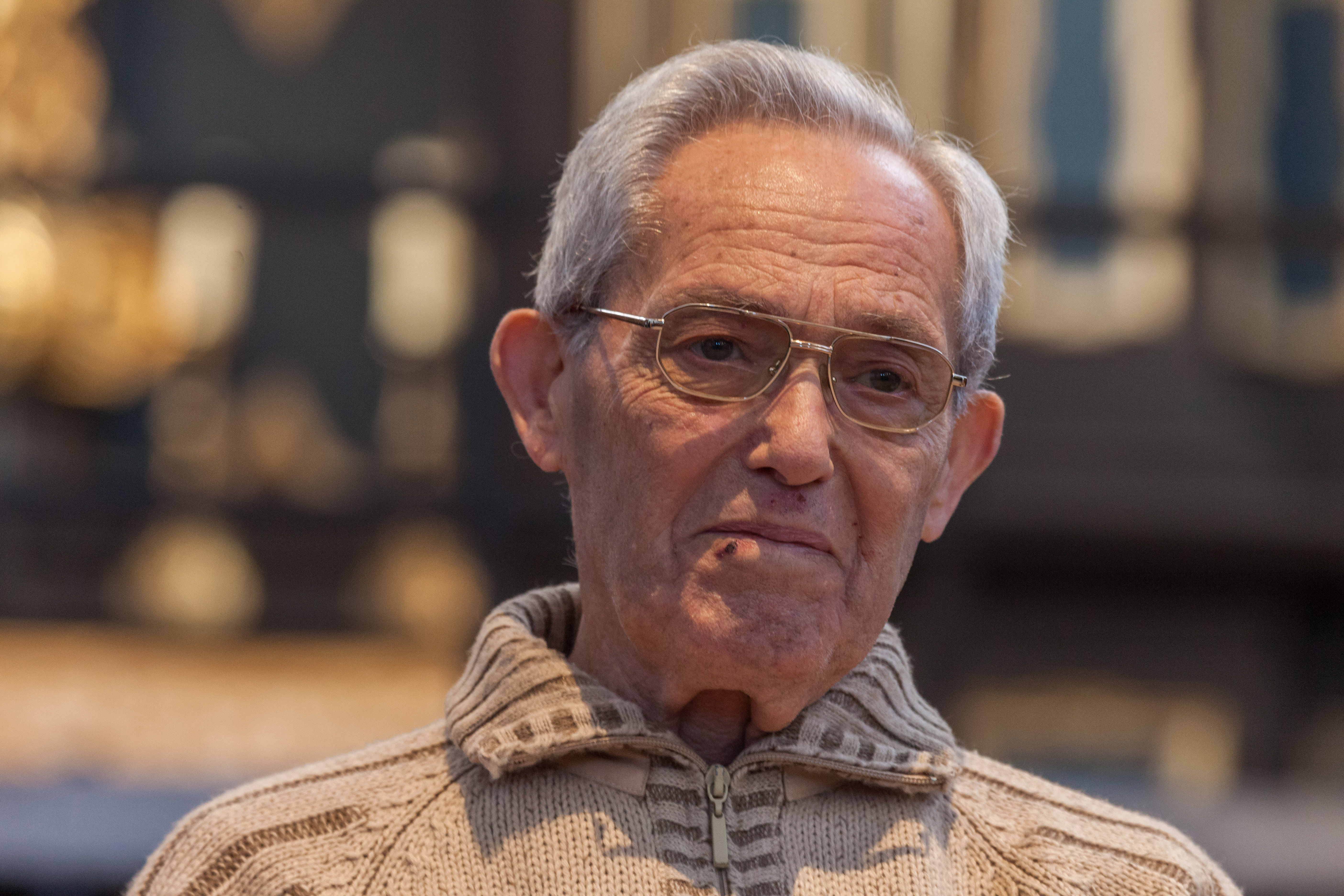
Jerzy Gross, 2012

Jerzy Gross (geboren am 16. November 1929 in Krakau; gestorben am 24. Juli 2014 in Köln; Pseudonym Michael Emge) war ein polnisch-deutscher Holocaust-Überlebender. Er war der letzte in Deutschland lebende „Schindlerjude“. In seiner Jugend lebte Gross in zwei Ghettos und war Insasse dreier Konzentrationslager im von Deutschland besetzten Polen. Dabei überstand er mehrere Selektionen und landete schließlich auf der Liste des Unternehmers Oskar Schindler. Der forderte die zur Ermordung vorgesehenen Juden für den Arbeitseinsatz in seiner Brünnlitzer Fabrik an, wodurch sie dem sicheren Tod im Vernichtungslager Auschwitz entkamen.
Von seiner 65-köpfigen Verwandtschaft überlebten nur Gross und ein weiteres Familienmitglied die Judenvernichtung der Nationalsozialisten. In der Nachkriegszeit lebte Gross noch kurze Zeit in Polen, dann in Israel und schließlich in Düsseldorf und Köln. Erst im Alter sprach er mit seiner Familie und später auch öffentlich über seine traumatisierenden Erfahrungen.

## Leben
Jerzy Gross wurde als zweiter Sohn eines jüdischen Ingenieurs und einer katholischen aus Wien stammenden Kauffrau geboren. Sein vier Jahre älterer Bruder Ottek kam in Leipzig zur Welt, wo die Familie zuvor lebte. In Krakau hatte der Vater den Auftrag für einen Brückenbau bekommen, und dort wurde auch Jerzy geboren. Der Vater war wenig religiös, während die Mutter ihren katholischen Glauben lebte. Sie sprach jedoch auch gut Hebräisch und war mit den jüdischen Riten und Traditionen vertraut, so dass Gross in beiden Religionen erzogen wurde. Im Alter von fünf oder sechs Jahren entdeckte Gross in der Wohnung seines Onkels eine Geige und versuchte, darauf zu spielen. Der Onkel, selbst Musiker, beobachtete ihn dabei und empfahl der Familie, Jerzy aufgrund seines Talents an diesem Instrument auszubilden. Fortan genoss er von Krakau aus Privatunterricht bei einem Lehrer in Bochnia.

### Beginnende Judenverfolgung
Am 6. September 1939 wurde die Stadt Krakau während des Überfalls auf Polen von deutschen Truppen erobert. Danach kam es bald zu ersten Anzeichen der kommenden Judenverfolgung: Im November 1939 wurde der Judenstern eingeführt, den auch Vater und Sohn Gross tragen mussten. Die Mutter, obwohl nach Definition der Nationalsozialisten arischer Abstammung, tat es ihnen gleich und setzte sich dadurch bei Straßenkontrollen größeren Schwierigkeiten aus. Sie wurde gemeinsam mit dem Vater auch in der Öffentlichkeit beschimpft. Im März 1940 wurde Gross als Jude vom Schulunterricht ausgeschlossen. Die Familie musste ins zunächst noch offene Krakauer Ghetto ziehen. Kurz vor dessen Abriegelung siedelte die Familie mit Hilfe eines ehemaligen Schulkameraden des Vaters, nun Gestapo-Kommandant in Bochnia, in das dortige Ghetto um.

### Im Ghetto von Bochnia
Am neuen Wohnort reparierte Gross’ Vater Schusswaffen von Jägern, Waffenhändlern und Mitgliedern der deutschen Besatzungsmacht. Hierdurch stand ihm neben einer Werkstatt und einem kleinen Schießstand mit Zustimmung des Ghettokommandanten Franz Müller mehr Wohnraum zur Verfügung, als es im Ghetto üblich war. Als Jerzy in der Schule des Ghettos vom Lehrer als „Sohn eines Verräters“ beschimpft wurde, verprügelte der Vater den Lehrer, und Jerzy durfte die Schule fortan nicht mehr besuchen. Die Familie war von der Lebensmittelknappheit im Ghetto betroffen, und der zwölfjährige Jerzy musste in Zwölf-Stunden-Schichten im Straßenbau arbeiten und erhielt dafür Lebensmittelrationen.
Zwischen dem 25. und dem 27. August 1942 fanden im Ghetto die ersten von den Deutschen als „Aktion“ bezeichneten Selektionen und Razzien statt: Von den Bewohnern wurden 1200 Menschen noch vor Ort erschossen oder erhängt, 2000 wurden ins Vernichtungslager Belzec gebracht. Im Anschluss wurde das Ghetto systematisch nach Juden durchsucht, die sich den Maßnahmen entzogen hatten, sie wurden ebenfalls ermordet. Im Ghetto verblieben rund 1000 „offiziell“ geduldete Juden und geschätzte 400, die sich erfolgreich vor der „Aktion“ verstecken konnten. Familie Gross wurde von der Frau des Ghettokommandanten gewarnt, und ihr Haus wurde nicht durchsucht. Jerzy Gross schilderte später eine traumatisierende Situation, als er nach der „Aktion“ bei der Nahrungssuche auf die Leiche einer jungen Frau stieß.
Zeitgleich verlor Gross seine Arbeitsmöglichkeit im Straßenbau. Kommandant Müller, der Kunde beim Vater war, ließ ihn seinen Schäferhund pflegen, wodurch Jerzy an einige Lebensmittel aus der deutschen Kantine gelangte, was seine Situation etwas erleichterte. Zugleich verlor die Mutter ihre Privilegien als Nichtjüdin, weil sie sich weigerte, das Ghetto und damit ihre Familie zu verlassen. Auch in den nächsten Monaten wurde Jerzy Gross Zeuge mehrerer willkürlicher Erschießungen, angeordnet vom Ghettokommandanten und umgesetzt von SS-Truppen und lettischen Verbündeten der Deutschen.
Im November 1942 führten die Deutschen die zweite „Aktion“ im Ghetto durch. Diesmal wurde die Familie in den frühen Morgenstunden aus dem Haus geholt und Gross selbst einer Selektion unterzogen. Seinen Schilderungen nach diskutierte er an der Sammelstelle, ob er zu den „Kleinen“ oder den „Großen“ gehen konnte. Er durfte zu den „Großen“ und überlebte, wie auch die anderen Mitglieder seiner Kernfamilie. Über 6000 Menschen aus dem Ghetto wurden getötet oder deportiert. Nun wurden die wenigen Verbliebenen, darunter Familie Gross, in einem Gebäudekomplex zusammengepfercht, wo sie fortan wohnen mussten. Seine Geige musste Jerzy Gross zurücklassen. Auch danach wurde er erneut Zeuge von Quälereien und Erschießungen von Männern, Frauen und Kindern.

### KZ Plaszow

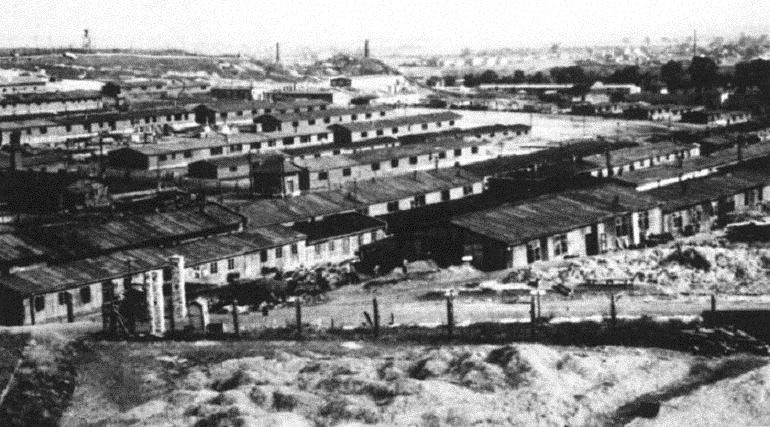
Konzentrationslager Plaszow (1942)

Nach einer weiteren Razzia wurde die Familie Gross ins KZ Plaszow verbracht, das unter dem Kommando von SS-Untersturmführer Amon Göth stand. Gross erlebte, wie dieser regelmäßig von seinem Balkon aus willkürlich Insassen mit einem Gewehr erschoss. Gross wurde wie sein Vater in den Lagerwerkstätten eingesetzt, die eigentlich qualifizierten Arbeitern vorbehalten waren. Seine Mutter arbeitete in der Krakauer Fabrik des Unternehmers Oskar Schindler. Sie kam nur samstags ins Lager und übernachtete ansonsten bei der acht Kilometer entfernten Fabrik. Gross gelang es mehrfach, sie an den Wochenenden heimlich im abgesperrten Frauenbereich des Lagers zu besuchen.
Nach kurzer Zeit wurde er für die Pflege der scharfen Lagerhunde eingesetzt. Der ehemalige Ghettokommandant Müller, dessen Schäferhund Gross zuvor gepflegt hatte und der jetzt Arbeiterführer im Lager war, empfahl ihn für diesen Dienst. In Begleitung von Müllers Schäferhund gelang es ihm, seine Arbeit im Zwinger unbeschadet zu verrichten. Franz Müller bewahrte ihn auch vor einer weiteren Selektion, bei der hunderte Kinder in die Gaskammer geschickt wurden: Er ließ ihn kurz davor in den Zwinger schaffen, wo er bei den Hunden schlafen musste. Diese Hunde setzten die Lagerwachen gezielt und tödlich gegen Insassen ein. Das stellte Gross vor das Dilemma, zur eigenen Rettung die Mordwerkzeuge der Lagermannschaft zu pflegen.
Schließlich musste Gross im Lager das Verschwinden seines Vaters erleben, dessen genaues Schicksal er nie aufklären konnte. In Plaszow wurden an Jerzy Gross medizinische Experimente vorgenommen: Eine Dose mit Läusen wurde wochenlang an seinem Bein befestigt, und die Insekten fraßen sich schmerzhaft durch die Haut, wo sie tiefe Narben verursachten.

### KZ Groß-Rosen

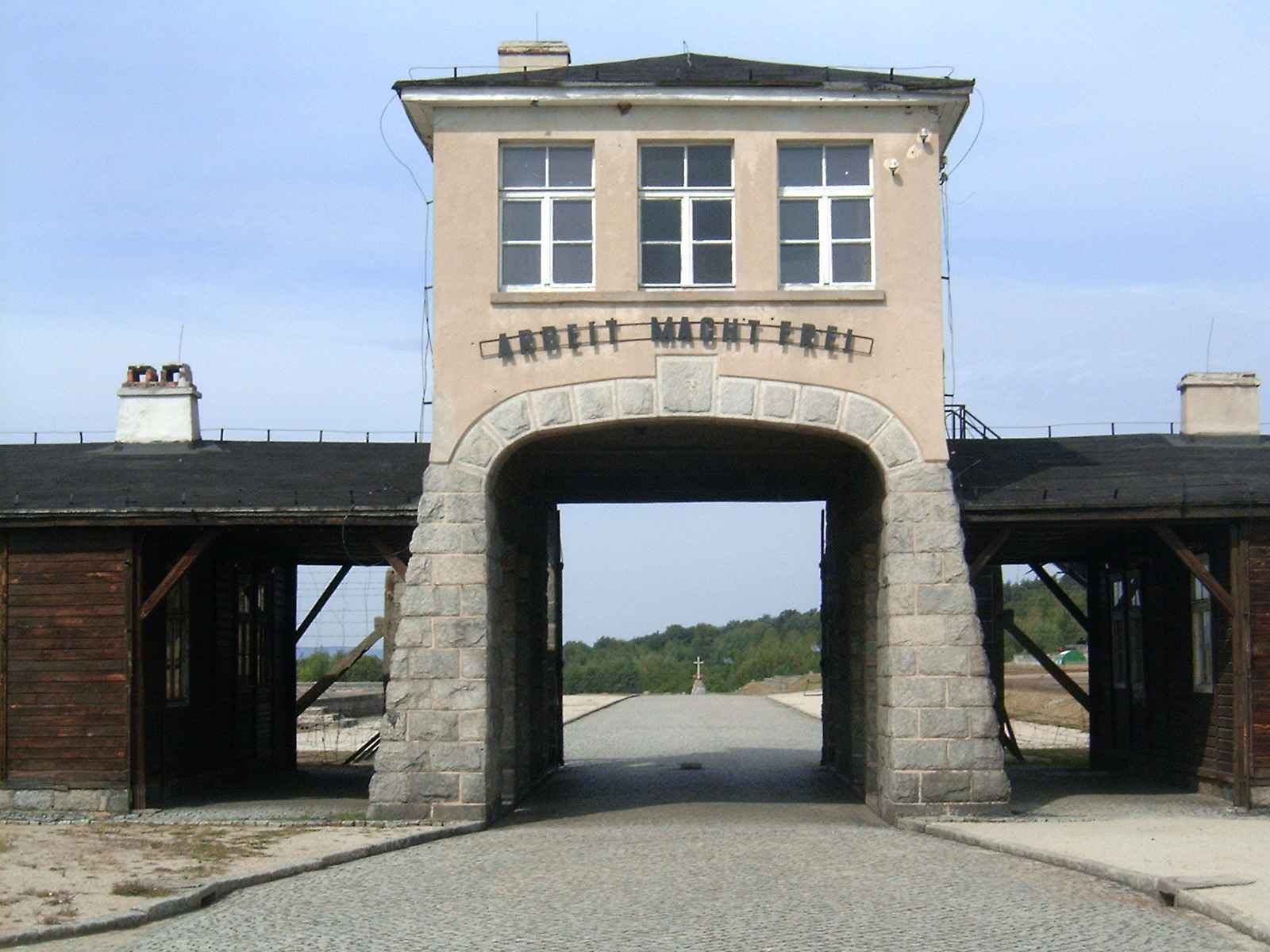
KZ Groß-Rosen, Haupteingang

1944 näherte sich der Frontverlauf zwischen der Wehrmacht und der Roten Armee dem KZ Plaszow. Während der Vorbereitungen zur Auflösung des Lagers, die für die meisten Insassen den Abtransport in ein Vernichtungslager bedeutet hätte, erfuhr Jerzy Gross, er stehe auf einer Liste des Unternehmers Oskar Schindler. Diese Liste umfasste eine Zusammenstellung der Namen von rund 1100 Juden, die beim Umzug von Schindlers Deutscher Emailwarenfabrik ins [mährische] Brünnlitz im Oktober als Arbeitskräfte dorthin transportiert werden sollten. Gross wusste über diese Bedeutung zunächst nichts. Auch konnte er bis zuletzt nicht aufklären, wie sein Name auf die Liste gekommen war. Seiner Vermutung nach hatte erneut Franz Müller seinen Einfluss geltend gemacht, der im gleichen Büro wie Marcel Goldberg, Schreiber in der Lagerverwaltung von Plaszow, tätig war.

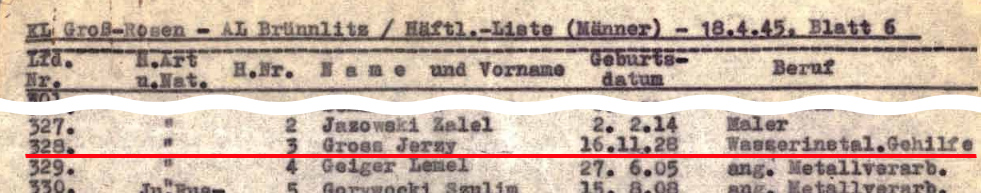
Auszug aus Schindlers Liste mit Eintrag zu Jerzy Gross. Auf der Liste wurde er durch das Geburtsjahr 1928 ein Jahr „älter gemacht“.

 Mit rund 170 Personen wurde Gross im Spätsommer 1944 in Güterwagen eingepfercht und ins KZ Groß-Rosen gebracht. Die dreitägige Reise verbrachten sie bei extremer Hitze und teils stehend, da die Güterwagen keinen ausreichenden Platz boten. Groß-Rosen beschreibt Gross als „sauberer“ im Vergleich zu Plaszow, allerdings waren die Lagerinsassen grausamen Quälereien der Lagermannschaft, zumeist Kapos, ausgesetzt. Auch bekam er erneut zahlreiche Todesfälle durch Morde der Lagermannschaft und durch Unfälle bei riskanten Arbeiten mit. Gross selbst wurde gemeinsam mit anderen gezwungen, die Kleidung ankommender Juden, die zum Weitertransport in Gaskammern vorgesehen waren, auf Wertgegenstände und Nahrung zu durchsuchen. Schließlich erlebte er die Ankunft seines Bruders Ottek und später auch dessen endgültiges Verschwinden mit. Zuletzt wurde Gross per Zug nach Brünnlitz transportiert, wo er in Schindlers Fabrik zum Einsatz kam.

### Außenlager Brünnlitz

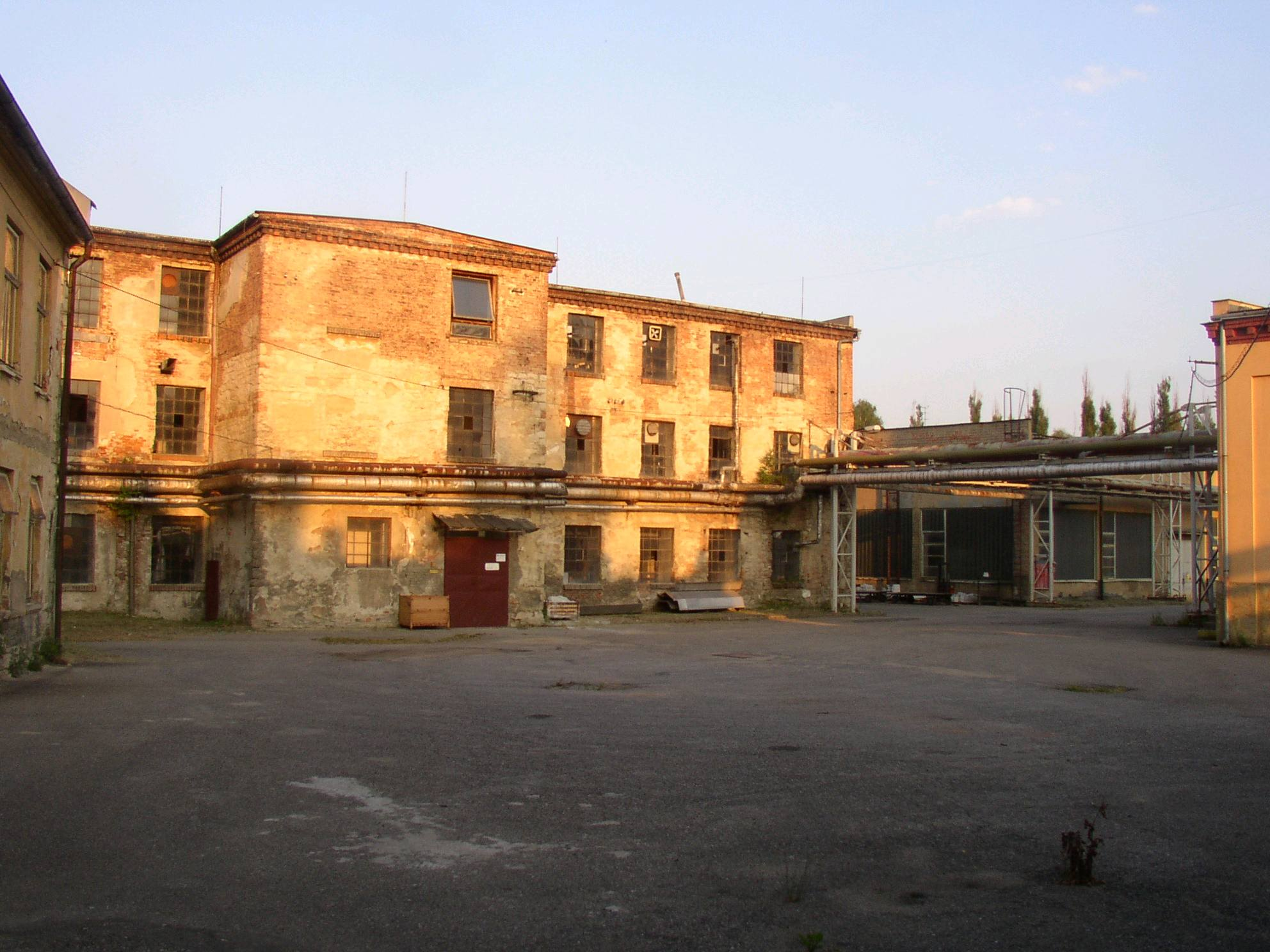
Schindlers Fabrik in Brünnlitz (Brněnec)

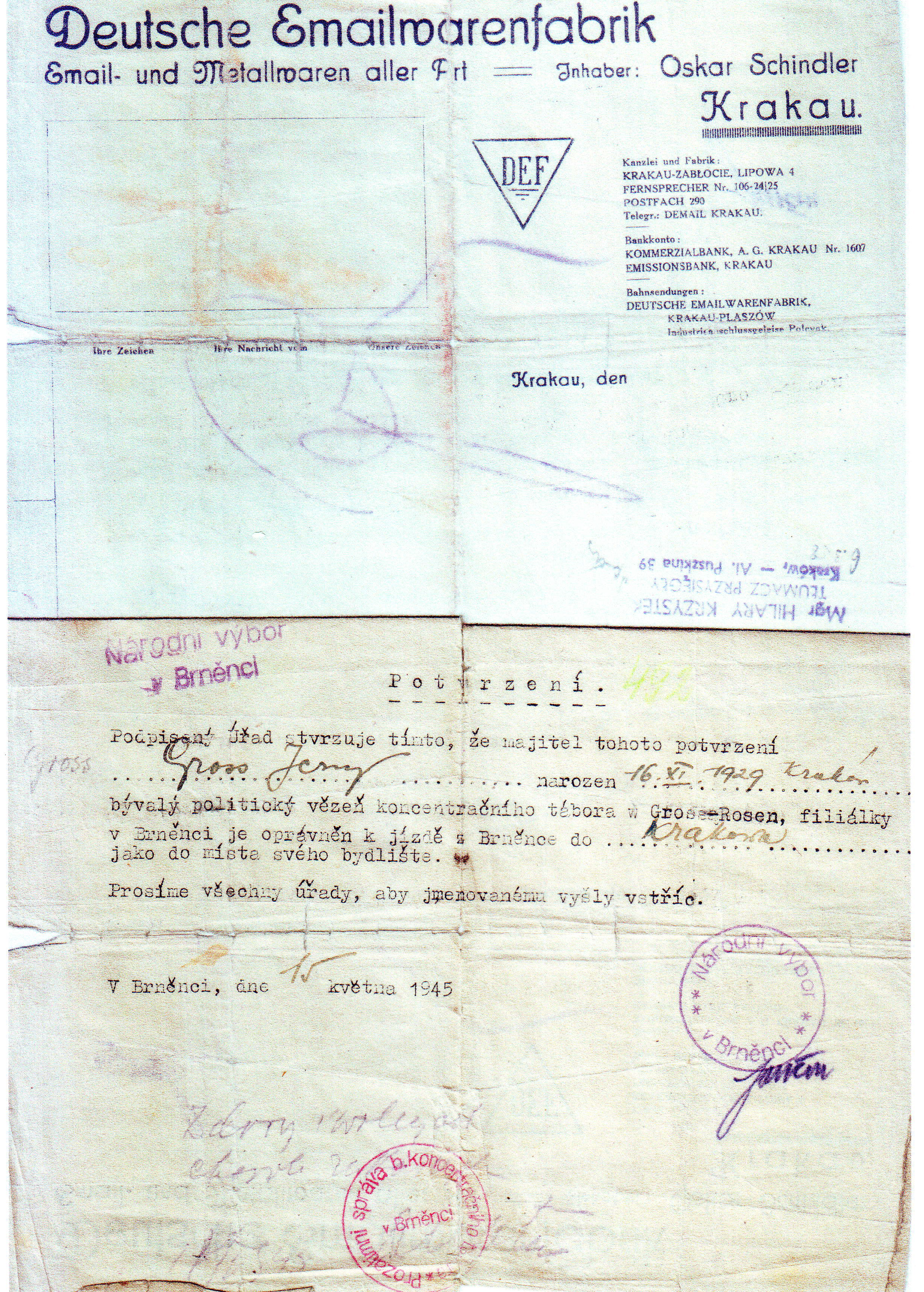
Entlasspapiere Jerzy Gross aus Brünnlitz

Schindlers Rüstungsfabrik war als KZ-Außenlager Brünnlitz dem KZ Groß-Rosen untergeordnet. Die Bedingungen schildert Gross besonders am Anfang und abweichend von der Darstellung im Spielberg-Film Schindlers Liste als sehr hart. Es gab keine Betten, kaum Lebensmittel, und Ungezieferbefall unter den Insassen war weit verbreitet. Gearbeitet wurde in Schichten von bis zu 14 Stunden. Nach rund einem Monat kam Küchenpersonal nach, was die Lebensmittelversorgung verbesserte. Später wurden auch Holzbetten aufgestellt.
Anders als die Männer sollten die für die Arbeit in der Fabrik vorgesehenen Frauen nicht über Groß-Rosen, sondern über das KZ Auschwitz nach Brünnlitz gebracht werden. In Auschwitz waren eine Quarantäne sowie Leibesvisitationen vorgesehen, für die es in Groß-Rosen nicht die notwendige Infrastruktur gab. Als die Gruppe der Frauen endlich in Brünnlitz eintraf, war die Mutter von Jerzy Gross nicht dabei. Keine der anderen Frauen gab ihm Auskunft zu ihrem Schicksal. Gross wusste nun, dass er alleine und ohne ein engeres Familienmitglied übrig geblieben war. Ende der 1960er Jahre gab ihm ein Freund seines Vaters den Hinweis auf eine überlebende Frau, die Kontakt zu den weiblichen Schindlerjuden hatte. Als Gross die Frau in Brüssel besuchte, erzählte ihm diese, dass seine Mutter in Auschwitz krank geworden sei. Bei einem Appell hätten die Schindlerjuden auf dem KZ-Appellplatz antreten sollen, und eine Frau habe sich angeboten, Gross’ Mutter aus der Krankenstube zu holen. An ihrer Stelle habe sie jedoch ihre eigene Schwester geholt. Gross’ Mutter sei dort geblieben und in Auschwitz ermordet worden.

Im November 1944 erkrankte Gross an Typhus. Bei Bekanntwerden hätte das gemäß den Regeln zum Umgang mit ansteckenden Krankheiten die Tötung der Insassen seines gesamten Lagerblocks bedeutet. Der jüdische Lagerarzt bescheinigte ihm jedoch, absichtlich falsch, eine Lungenentzündung. Er sorgte dafür, dass der Schwerkranke in der Turbinenhalle der Fabrik drei Monate lang bis zu seiner Genesung versteckt wurde. Bevor Oskar Schindler bei Kriegsende mit seiner Frau nach Deutschland floh, sprach er zu seiner jüdischen „Belegschaft“ in der Fabrikhalle:

„Ihr seid frei. Niemand kann mehr Herrschaft oder Macht über Euch ausüben“

 Am 10. Mai 1945 erreichte die Rote Armee die Fabrik und löste das Lager auf.

### Nachkriegszeit
Der fünfzehnjährige, abgemagerte Gross kam zunächst bei einem einheimischen Elektriker und dessen Familie unter. Nach einem kurzen Aufenthalt in Krakau, wo Gross bei Freunden der Eltern lebte und das Geigenspiel wiederaufnahm, zog er zum Studium nach Breslau. Bei einem Besuch in Warschau lernte er kurz darauf seine zukünftige Ehefrau kennen. Ihr, die wie seine Mutter katholisch war, erzählte er erst nach zehnjähriger Ehe, dass er Halbjude war. Mit ihr hatte Gross einen gemeinsamen Sohn.
Gross schloss in Breslau sein Musikstudium ab und arbeitete als Musikredakteur beim Rundfunk sowie als Musiker in einem Kammerorchester. Nachdem er sich weigerte in die Polnische Vereinigte Arbeiterpartei einzutreten, verlor er beide Stellen und spielte bis zu seiner Übersiedlung nach Israel im Jahr 1958 in einer Country- und Klezmerband.

### Israel
In Israel konnte Gross zunächst keine Arbeit als Musiker finden und arbeitete darum in Gastronomie und Hotellerie. Später fand sich eine Band zusammen, in der Gross Schlagzeug und Geige spielte und sang. Er schilderte unangenehme Erfahrungen, wenn er auf das Überleben der Shoah angesprochen und mit anklagenden Fragen konfrontiert wurde, wen er um des Überlebens willen verraten oder „ins Gas“ geschickt habe.

### Deutschland
Als dem SS-Mann Franz Müller in Düsseldorf der Prozess gemacht werden sollte, lud man Jerzy Gross Anfang der 1960er Jahre als Zeugen ein. Er wollte der Ladung nachkommen, Deutschland aber nur als Zwischenstation für seine Weiterreise zu seinem Onkel nach Australien nutzen. Gross war der Auffassung, dass Müller nur geringe Schuld bei der Mitwirkung am Holocaust traf, obwohl er von zwei Tötungen wusste, die dieser selbst vorgenommen hatte. Zu dessen Entlastung wollte Gross über die Unterstützung berichten, die er durch Müller erfahren hatte. Kurz vor seiner Aussage habe man ihm, so Gross in seinen Schilderungen gegenüber der Journalistin Angela Krumpen, mitgeteilt, der Angeklagte sei verstorben. Erst 45 Jahre später habe er im NS-Dokumentationszentrum der Stadt Köln von der Enkelin einer nach Australien ausgewanderten KZ-Überlebenden erfahren, dass Juden den Düsseldorfer Prozess wegen eigener Verstrickungen verhindert hätten. Müller, der tatsächlich noch lebte, ist 1965 in Kiel der Prozess gemacht worden, in dem auch Oskar Schindler aussagte.
Gross erkrankte nach dem geplatzten Prozess schwer und musste seine Reisepläne nach Australien absagen. In Deutschland bemühte er sich um Entschädigungs- und Wiedergutmachungszahlungen, die er aber wegen seiner späten Anträge nur eingeschränkt und zudem geschmälert um Anwaltshonorare erhielt. Die Verfahren hierzu schilderte er als demütigend und enttäuschend. Nach seiner Genesung begann Jerzy Gross als Barmixer und Musiker in Deutschland zu arbeiten, zunächst in Düsseldorf und später in Köln. Das Geigenspiel musste er aufgrund einer Parkinsonerkrankung schließlich aufgeben. Zuletzt arbeitete er bei Karstadt als Verkäufer.

### Öffentliches Auftreten
1994 wurde der Spielberg-Film Schindlers Liste in Deutschland uraufgeführt. Es folgte eine mediale Debatte, bei der sich Historiker und Nachkommen von Holocaustopfern zu Wort meldeten. Gross war durch den Film aufgewühlt. Die seiner Meinung nach mythologisierende Darstellung des Oskar Schindler im Film deckte sich nicht in allen Teilen mit seiner Wahrnehmung, wonach es Schindler zunächst um das profane Geldverdienen gegangen sei und die Judenrettung erst später aus Überzeugung erfolgte. Schindler sei ein „guter Mensch“ gewesen, „privat aber war er auch ein Schuft. Alkohol, Frauen, Geld. Diese drei Dinge waren ihm wichtig.“ Was die Last der Versorgung der Juden in Schindlers Fabrik betraf, so habe sich Oskar Schindler darum weniger, seine Frau Emilie sich dagegen umso mehr gekümmert. Ihre wichtige Rolle bei der Rettung der Schindlerjuden sah Gross nicht ausreichend gewürdigt.
Jerzy Gross bemühte sich als Zeitzeuge um Wahrnehmung in der öffentlichen Debatte. Er rief in mehreren Redaktionen von Fernsehsendungen an, wurde aber abgewimmelt. Ernüchtert wandte er sich an den in Köln lebenden Schriftsteller Ralph Giordano, der ihm antwortete: „Sie müssen selbst an die Öffentlichkeit gehen, sonst ändert sich nichts“. Von da an bot sich Jerzy Gross bei Veranstaltungen und Vorträgen, vor allem in Schulen, als Zeitzeuge an und berichtete vom Leiden der verfolgten Juden. Sein Engagement wurde rege abgefragt, blieb jedoch nicht ohne negative Folgen für ihn, denn ab Mitte der 1990er Jahre reagierten auch Rechtsradikale auf seine Auftritte und bedrohten ihn anonym. Gross zog mehrfach um und trat nur noch unter dem Pseudonym Michael Emge öffentlich auf, um sich vor Angriffen zu schützen.

### Jerzy Gross und Judith Stapf

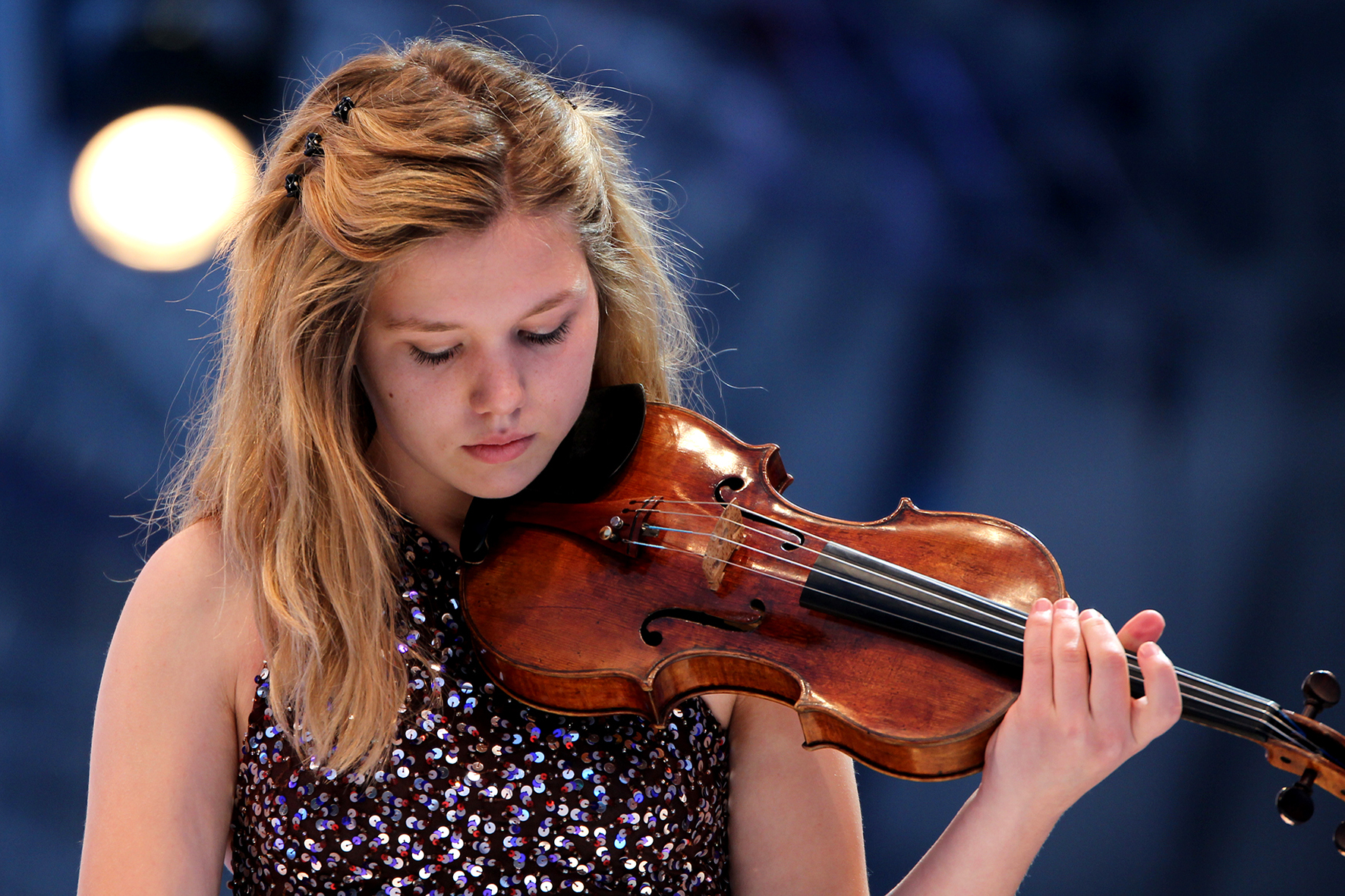
Judith Stapf (2014)

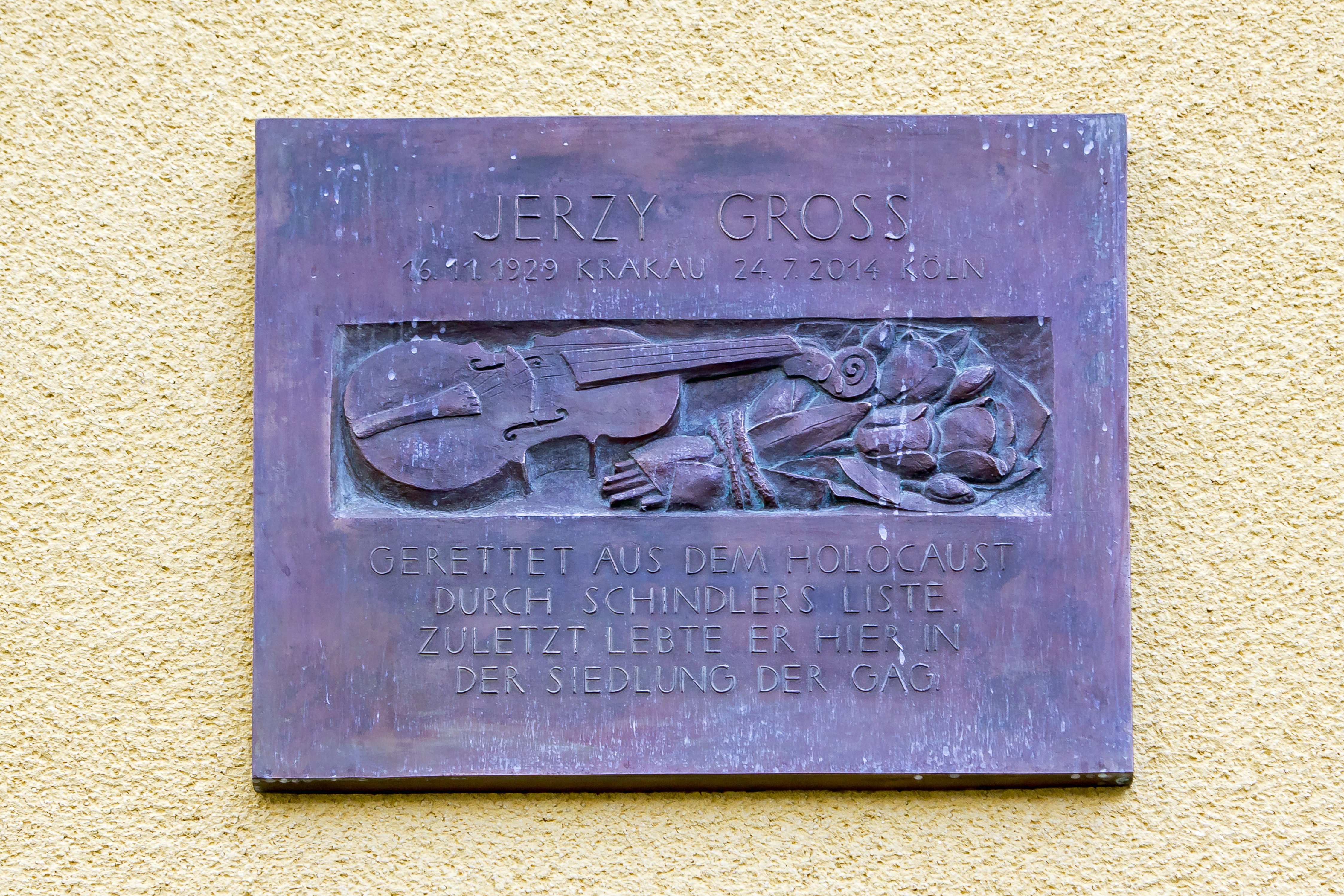
Gedenktafel in der Westendstraße in Köln-Bickendorf, dem letzten Wohnort von Gross

Die damals zehnjährige Rheinbacher Violinistin Judith Stapf stieß 2007 auf die Titelmelodie des Films Schindlers Liste, ein von Itzhak Perlman interpretiertes Geigenstück des Komponisten John Williams. Aus Interesse für den Hintergrund des Stückes fand sie 2008 Kontakt zu dem Holocaust-Überlebenden Jerzy Gross. Es folgte ein mehrjähriger Kontakt zwischen Stapf und Gross, der 2011 zu dem Buch Spiel mir das Lied vom Leben – Judith und der Junge von Schindlers Liste von Angela Krumpen führte. Gemeinsam mit der Autorin reisten Stapf und Gross nach Polen zu Stationen seines Leidensweges. Der Journalist Martin Buchholz dokumentierte diese Reise für den WDR.

### Alter und Tod
Gross lebte im Alter in Köln-Bickendorf. Er bezog eine geringe Rente, ergänzt von einer „Ghettorente“ und aufgestockt von Grundsicherungsleistungen. Er starb am 24. Juli 2014. Im November 2015 wurde an seinem letzten Wohnort in Bickendorf-Westend eine Gedenktafel angebracht.